# Neocentema
Neocentema är ett släkte av amarantväxter. Neocentema ingår i familjen amarantväxter.
Kladogram enligt Catalogue of Life:
| Neocentema | \| \| Neocentema alternifolia \| \| \| \| \| \| Neocentema robecchii \| \| \| \| |
|            | \| \| Neocentema alternifolia \| \| \| \| \| \| Neocentema robecchii \| \| \| \| |
|            | Neocentema alternifolia                                                          |
|            |                                                                                  |
|            | Neocentema robecchii                                                             |
|            |                                                                                  |